# سید محمد نوربخش خراسانی

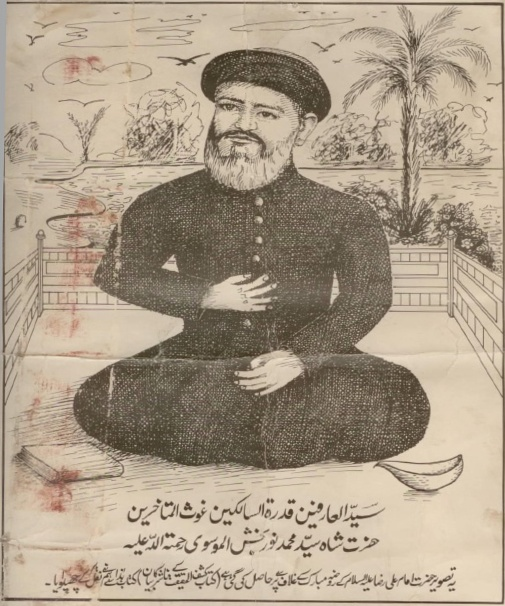
طراحی از چهره سید محمد نوربخش خراسانی

سید علاءالدین محمد موسوی (۸۶۹–۷۹۵) معروف به سید محمد نوربخش، مؤسس طریقه نوربخشیه، صوفی قرن نهم هجری، از شاگردان ابن فهد حلی. او در سال ۸۲۶ هجری قمری ادعای مهدویت کرده‌است. پیروان این طریقت نیز از تصوف ابن‌عربی متابعت کرده‌اند. فعالیت او در هرات و در زمان شاهرخ، دومین سلطان امپراتوری تیموری شروع شد ولی پس از اینکه 

## ادعای مهدویت
ادعای مهدویت وی از سوی برخی دوست دارانش مورد تردید قرار گرفته‌است. از سوی دیگر رسول جعفریان در مقاله‌ای که در شماره ۱۷ مجله پیام بهارستان (وابسته به کتابخانه مجلس شورای اسلامی) منتشر شد به بررسی ادعای مهدویت او پرداخته. این مقاله بر اساس کتابچه‌ای منتسب به او بنام «الهدی» است که نسخه آن توسط یک دانشجوی پاکستانی به تازگی در کتابخانه اسعد افندی و کتابخانه فاتح یافت و رونویسی شده‌است.
مواردی از رساله الهدی؛ عارف مکاشف محمد بن علی بن بهرام قائنی ـ قدس الله تعالی سره ـ گفت: رسول خدا (ص) را دیدم. مسئله‌ای را در حقائق پرسیدم. در پاسخ فرمود: حقیقت اشیاء را کسی جز مهدی نمی‌داند، و با دست اشاره به من کرد.
بار دیگر هم از یک عالم علوی شنید که دشمنان محمد، معروف به نوربخش، به زودی نابود خواهند شد، مانند کسی که در قندوز بود. کسی که در قندوز بود از من درباره او تفحص کرد. من به او گفتم: خبر بعد از بیست روز به من رسید که دشمنی که در قندوز بود هلاک شده‌است، همان‌طور که خدا به ما وعده کرده بود. یک بار دیگر با وی از دست ستمگران به کوه‌های البرز پناه بردیم و چهل شب عزلت اختیار کردیم. زمانی که از خلوت فراغت یافتیم، در حالی که خاطر او پر از محنت و هجوم بلاها و دشمنی دشمنان بود به من گفت: ما از دعوت به امامت، جز مشقت نصیبی نبردیم. گفتم: به عالم غیب بنگر، اگر اشارتی به ترک دعوت به امامت یافتی، آن را اختیار کن. او توجه کرد، و شنید که صدایی می‌گوید: مهدی خواهد آمد. خودش و مردم استقبال کردند. وقتی وصل شد و صورت او [مهدی] آشکار گشت، من را به شکل فارس [اسب سوار] دید و محقق ساخت که من امام موعود هستم. آنگاه خوابش را برای من تعریف کرد و گفت: ما ناچار از بلا هستیم و خلاصی از این محنت‌ها برای ما نیست. پس توکل بر خداوند کردیم، به درستی که خداوند متوکلان را دوست دارد.
ولیّ السکران اسحاق بن یوسف ـ قدس الله تعالی سره ـ در طایقان [طالقان] به من گفت: در خواب دیدم که گویی در مسجد الحرام هستم، پس شنیدم که مهدی ظاهر شده‌است. به دیدار وی شتافتم. وقتی او را دیدم و صورتش بر من آشکار شد، دیدم تو هستی. خوشحال گشتم و یقین کردم که تو امام موعود هستی.
زمانی که ان شاءالله عمر من به هشتاد سال شمسی برسد، حکومت ممکن خواهد شد. چرا که رسول (ص) مدت سلطنت من را هفت یا هشت یا نه سال دانسته و خبر او راست است. اگر پیش از هشتاد سالگی چیزی فراهم آید، مختصر خواهد بود، اما کمال تسلط [سلطنت] تنها با گذشت هشتاد سال شمسی از عمر من اتفاق خواهد افتاد.
زمانی که خداوند اراده کرد تا مرا ظاهر سازد، در این زمان، این خصوصیت را ویژه من قرار داده، از دیگر مردمان روزگار ممتاز کرد. به طوری که اگر در تمام روی زمین، از مشرق گرفته تا مغرب، کسی یافت شود که مشکلات شریعت و طریقت و حقیقت را بتمامه، جز من، حل کند، امامت من باطل خواهد بود این چیزی است که لازمه او ریشه کنی مبانی ظلم و نشر بساط عدالت است، همان‌طور که رسول‌الله (ص) وعده داده‌است. چون کسی که بر مسند امامت تکیه زند، در حالی که در زمان او، کسی کامل‌تر از او باشد، بر آن کامل‌تر ستم کرده و ظلم همچنان باقی است. وعده [الهی] چنین نیست، زیرا روا نیست که امام موعود ظالم باشد، و کسی که ظالم باشد و ادعای امامت کند، ظالم‌ترین ظالمان خواهد بود.
بنابراین، ای مؤمنان! بر شماست مرا بشناسید، زیرا رسول‌الله (ص) فرمود: کسی که بمیرد و امام زمان خود را نشناسد، به مرگ جاهلی مرده‌است. و بر شماست محبت من، چرا که خداوند فرمود: قُلْ لا أَسْئَلُکُمْ عَلَیْهِ أَجْراً إِلاَّ الْمَوَدَّةَ فِی الْقُرْبی‏
برخی از جاهلان تصور می‌کنند که دعوی امامت من از روی حب ریاست یا گردآوری مال است، آنچنان که کافران درباره خاتم انبیاء چنین تصوری داشتند. چنین نیست، زیرا ادعای امامت من، از جانب خودم نیست، قطب اولیاء و بزرگان از آنان به من امر کرده‌اند، بلکه مجبورم کرده و با من بیعت نموده‌اند و از روی حب‌شان در راه خدا، حکم کرده‌اند. من هم قادر بر مخالفت با دستور ایشان نیستم، زیرا دستور آنان نیز از طرف خودشان نیست، بلکه از سوی خداوند است، آن هم با کشف و الهام.
من نمی‌توانم با آنچه خدا و رسول و بسیاری از اولیاء دستور داده‌اند مخالفت کنم. پس توکل بر خداوند کرده، امورم را به او واگذار کرده و منتظر وعده خداوند که بهترین ناصر است، هستم.

## محل دفن
محل دفن وی که در سولقان قرار دارد به امامزاده معروف شده‌است. در سریال مسافری از هند که در سال ۱۳۸۱ از تلویزیون ایران پخش شد به‌عنوان یکی از لوکیشن‌های سریال مورد استفاده قرار گرفت.